# Pura Maortua
Pura Maortua   (Limpias, 10 d'abril de 1883 - Madrid, 3 de desembre de 1972) Pura Maortua Lombera, va ser una directora teatral espanyola del segle xx.

## Biografia
Va néixer en una família benestant. La seva mare va ser Purificació Lombera, natural de Limpias, i el seu pare Ramón Maortua, natural d'Elorrio (Biscaia), dedicat a les indústries de greixos i sabons. Va passar la joventut a Cantàbria, però solia residir temporades a Madrid amb un oncle seu, José Gómez Ocaña, catedràtic de fisiologia de la Universitat Central. Ell la va iniciar en el món cultural madrileny i la va acompanyar en els seus viatges per Espanya, França i Itàlia.
Després de casar-se amb Enrique Ucelay, es va instal·lar definitivament a Madrid.

### Lyceum Club Femení
Va ser sòcia fundadora del Lyceum Club Femení, inaugurat al novembre de 1926 a la Casa de les Set Xemeneies. Va ser l'encarregada de la decoració. La premsa es va fer ressò de la inauguració, Eusebio de Gorbea, marit d'Elena Fortún, en un article aparegut en el periòdic La libertad, traçava una semblança de les fundadores més prestigioses entre les quals figurava Maortua. L'article concloïa amb unes preguntes que acabarien sent contestades per algunes d'aquestes dones. Les respostes de Maortua es publicaren el 24 de desembre d'aquell any:
"El naixement del Lyceum Club crec que és degut a la necessitat que sentia la dona espanyola de conquerir els seus furs i la consideració que li correspon, com un ésser humà d'anàloga capacitat, drets i obligacions que l'home."

### La Cívica
Al costat de María Lejárraga i María Rodrigo va fundar l'Associació Femenina d'Educació Cívica, coneguda popularment com La Cívica. Aquesta fundació va ser anunciada per Lejárraga a l'agost de 1931 des de la tribuna de l'Ateneo i després amb fulls volants i solts en els periòdics. Van començar les activitats al març de 1932 en locals de l'Escola Superior de Magisteri de Madrid, i al juny es traslladaria a una seu pròpia. Era una associació dirigida a la classe mitjana, que a més de proporcionar un espai de reunió i una plataforma d'acció social es preocupava de la formació cultural. Entre els que hi van impartir cursos figuraven Clara Campoamor, María de Maeztu i Fernando de los Ríos. De La Cívica també va sorgir el Club Anfistora. Al principi s'havia de dir Club Teatral de Cultura, però per suggeriment de García Lorca va prendre aquest nom.

### El club teatral Anfistora
A la tardor de 1932, Maortua va demanar a García Lorca permís per a representar La zapatera prodigiosa. Lorca hi va accedir, però va voler que la reposició de la farsa anés acompanyada de l'estrena d'una obra seva censurada. Per a això, Maortua havia d'aconseguir alguna de les còpies requisades. Les va obtenir i el 5 d'abril de 1933 va estrenar al Teatro Espanyol Amor de don Perlimplín con Belisa en su jardín, que, acabada el 1928, havia estat prohibida per la dictadura de Primo de Rivera 'pel seu contingut eròtic'. Gregorio Marañón es va aixecar de la butaca escandalitzat per l'erotisme i la feblesa varonil de Perlimplin. Van col·laborar en la posada en escena el dibuixant Santiago Ontañón i l'escenògraf Manuel Fontanals. Maortua va crear-ne el vestuari.
Al gener de 1935 va estrenar una versió de Peribáñez i el comendador de Ocaña, que dirigí amb García Lorca amb motiu de l'aniversari de la mort de Lope de Vega. Va ser un gran èxit i, encara que superaven en qualitat a les companyies professionals que concorrien al premi de millor representació concedit per l'Ajuntament de Madrid, no van poder rebre'l per la protesta d'aquestes companyies. En compensació, van obtenir l'ajuda necessària per a la realització d'una nova presentació.
El 1935 va rebre permís de Valle Inclán per a portar a escena l'esperpent de Los cuernos de don Friolera. L'estrena estava prevista per a principis de 1936, però, en morir l'autor, l'estrena es va truncar davant la petició de la vídua, Josefina Blanco, que coneixia Maortua del Lyceum. Valle havia deixat expressada la seva última voluntat en la qual prohibia fer cap manifestació de la seva mort perquè temia que s'utilitzés amb finalitats polítiques. Els actors es van rebel·lar i, marxant de l'Anfístora, van estrenar l'obra amb la companyia teatral Nova Escena, els directors de la qual eren Rafael Alberti i María Teresa León.
Pura Maortua va fer el primer intent d'una posada en escena de Así que pasen cinco años al maig de 1936 col·laborant amb l'autor, però el seu assassinat la va fer impossible. Segons Ian Gibson, va ser Lorca qui li havia proposat de retardar l'estrena fins després de Doña Rosita la soltera, que potser li guanyaria el favor del públic ja que ell mateix era conscient que era una obra difícil d'entendre. Es conserva el manuscrit mecanografiat de Maortua que va servir per als assajos i que conté correccions de puny i lletra de Lorca.

### Després de la Guerra Civil
Després de la guerra Pura Maortua va treballar com a directora del Teatro de Cámara y Ensayo, on va dirigir Deseo bajo los olmos. Però l'afany experimental i de formació que una entitat com aquesta havia de tenir es van veure frustrats, i Maortua es va retirar.
Va col·laborar en alguns treballs per al cinema: amb Arturo Ruiz-Castillo en el vestuari d'alguna de les seves pel·lícules. Els últims anys de la seva vida va patir una malaltia que li impedia llegir. Va morir el 3 de desembre de 1972, als 89 anys.

## Descendència i llegat
Maortua va tenir quatre filles: una d'elles fou Matilde Ucelay, la primera arquitecta d'Espanya, i una altra, Margarita Ucelay, va seguir la labor que la seva mare havia iniciat sobre l'obra de Lorca, dins de la seva vida acadèmica desenvolupada als Estats Units.
El saló d'actes de la Casa de Cultura de Limpias, la localitat càntabra on havia nascut, va rebre el nom de Pura Maortua.